# Schweizer Cup (Fussball, Männer) 1982/83
Der 58. Schweizer Cup wurde vom 7. August 1982 bis zum 14. Juni 1983 ausgetragen. Titelverteidiger war der Verein FC Sion.

## Der Modus
Es wurde im K.-o.-System gespielt. Im Fall eines Gleichstandes zum Ende der Verlängerung wurde das Spiel auf dem Platz der Gastmannschaft wiederholt. Das Finalspiel fand in Bern statt.

## 1/16-Finals
In den 1/16-Finals spielten erstmals die Mannschaften der Nationalliga A mit:
| Datum             |                         | Ergebnis        |                   |
| ----------------- | ----------------------- | --------------- | ----------------- |
| 12.03.1983, 14:30 | FC Colombier            | 1:3             | FC Boudry         |
| 13.03.1983, 14:30 | FC Aarau                | 2:4             | CS Chênois        |
|                   | FC Basel                | 2:1 n. V.       | FC Lausanne-Sport |
|                   | AC Bellinzona           | 0:1             | FC Luzern         |
|                   | FC Biel-Bienne          | 0:2             | FC Bern           |
|                   | FC Brüttisellen         | 0:1             | FC Wettingen      |
|                   | FC Chiasso              | 1:2             | FC Winterthur     |
|                   | FC Cortaillod           | 1:2             | Neuchâtel Xamax   |
|                   | FC Fribourg             | 1:4             | Servette FC       |
|                   | Grasshopper Club Zürich | 3:0             | FC Laufen         |
|                   | SC Kriens               | 0:0 (3:4 i. E.) | FC Mendrisiostar  |
|                   | FC La Chaux-de-Fonds    | 8:0             | FC Orbe           |
|                   | FC Lugano               | 0:0 (4:5 i. E.) | FC St. Gallen     |
|                   | FC Vaduz                | 3:2 n. V.       | FC Zug            |
|                   | BSC Young Boys          | 3:0             | Vevey-Sports      |
|                   | SC Zug                  | 0:4             | FC Zürich         |

## Achtelfinals
| Datum             |                  | Ergebnis  |                         |
| ----------------- | ---------------- | --------- | ----------------------- |
| 02.04.1983, 14:30 | FC Wettingen     | 2:2 n. V. | FC St. Gallen           |
| 04.04.1983, 14:30 | FC Bern          | 0:3       | Servette FC             |
|                   | CS Chênois       | 1:5       | FC Winterthur           |
|                   | FC Luzern        | 4:1       | FC Vaduz                |
|                   | FC Mendrisiostar | 2:1       | FC Basel                |
|                   | FC Zürich        | 8:0       | FC Boudry               |
|                   | Neuchâtel Xamax  | 1:1 n. V. | Grasshopper Club Zürich |
| 05.04.1983, 14:30 | BSC Young Boys   | 2:0       | FC La Chaux-de-Fonds    |

Wiederholungsspiel
| Datum             |                         | Ergebnis        |                 |
| ----------------- | ----------------------- | --------------- | --------------- |
| 05.04.1983, 14:30 | FC St. Gallen           | 1:1 (4:1 i. E.) | FC Wettingen    |
| 05.04.1983, 14:30 | Grasshopper Club Zürich | 0:0 (4:2 i. E.) | Neuchâtel Xamax |

## Viertelfinals
| Datum             |               | Ergebnis |                         |
| ----------------- | ------------- | -------- | ----------------------- |
| 26.04.1983, 14:30 | FC St. Gallen | 0:1      | Grasshopper Club Zürich |
|                   | Servette FC   | 4:1      | FC Mendrisiostar        |
|                   | FC Zürich     | 3:1      | FC Winterthur           |
|                   | FC Luzern     | 2:2      | BSC Young Boys          |

Wiederholungsspiel
| Datum             |                | Ergebnis |           |
| ----------------- | -------------- | -------- | --------- |
| 28.04.1983, 14:30 | BSC Young Boys | 1:0      | FC Luzern |

## Halbfinals
| Datum             |                         | Ergebnis |             |
| ----------------- | ----------------------- | -------- | ----------- |
| 03.05.1983, 14:30 | Grasshopper Club Zürich | 5:1      | FC Zürich   |
|                   | BSC Young Boys          | 0:1      | Servette FC |

## Final
Das Finalspiel fand am 23. Mai 1983 im Stadion Wankdorf in Bern statt.
| Paarung                 | Grasshopper Club Zürich – Servette FC                                                                                              |
| Ergebnis                | 2:2 n. V. (2:2, 0:0) |
| Datum                   | 23. Mai 1983 um 15:30 Uhr |
| Stadion                 | Stadion Wankdorf, Bern |
| Zuschauer               | 28.650 |
| Schiedsrichter          | André Daina (Eclepens) |
| Tore                    | 0:1 Seramondi (47.) 1:1 Seramondi (50., Eigentor) 1:2 Brigger (105.) 2:2 Egli (117.)                                               |
| Grasshopper Club Zürich | Berbig, Wehrli, Ladner, Egli, In-Albon, Hermann, Koller, Jara, Ponte (83. Fimian), Marchand, Sulser Cheftrainer: Hennes Weisweiler |
| Servette FC             | Burgener, Geiger, Seramondi, Renquin, Dutoit, Zwygart, Favre, Decastel, Elia, Brigger, Mustapha (69. Radi) Cheftrainer: Guy Mathez |

Wiederholungsspiel
| Paarung                 | Grasshopper Club Zürich – Servette FC |
| Ergebnis                | 3:0 (2:0) |
| Datum                   | 14. Juni 1983 um 15:30 Uhr |
| Stadion                 | Stadion Wankdorf, Bern |
| Zuschauer               | 24.531 |
| Schiedsrichter          | Renzo Peduzzi (Roveredo) |
| Tore                    | 1:0 Egli (15.) 2:0 Sulser (32.) 3:0 Sulser (78.) |
| Grasshopper Club Zürich | Berbig, Wehrli, Ladner, Egli, In-Albon, Hermann, Koller, Jara, Sulser, Ponte, Fimian (81. Marchand) Cheftrainer: Hennes Weisweiler                    |
| Servette FC             | Burgener, Geiger, Seramondi, Renquin, Dutoit (46. Cacciapaglia), Zwygart, Favre, Decastel, Elia, Brigger, Mustapha (59. Radi) Cheftrainer: Guy Mathez |